# ハエドクソウ
　
ハエドクソウ（蠅毒草、学名：Phryma leptostachya subsp asiatica ）はハエドクソウ科ハエドクソウ属（クロンキスト体系ではクマツヅラ科）の多年草。有毒植物。

## 特徴
茎の高さは最大で80cmになり、直立し上部は枝分かれする。茎には下向きの短毛が生える。葉は対生し、長い葉柄をもち、葉身は卵円形または長楕円形で、長さ7-10cm、幅4-7cmになる。葉の両面、とりわけ葉脈上に毛が生え、縁にはあらい鋸歯がある。
花期は7-8月。茎の先または葉腋から出る枝先に細長い穂状花序を出し、対生する花をまばらにつける。花穂の長さは10-20cmになり、花は小さな苞ごとに1個ずつつける。萼は先端が唇形となる筒状で、果期の長さ5-6mm、上唇の先端は長さ約1.5mmの3歯のある刺状になり、下唇は小型の2歯がある。花冠は白色または淡桃色を帯び、筒状で先端は唇形、上唇は浅く2裂し下唇は3裂して広く開く。雄蕊は4個。子房は2個の心皮からなり1室がある。果実は蒴果で、萼の先の刺状の歯が成長し、硬く残ってイノコヅチに似た下向きになり、人や動物などにくっついて運ばれる。1果実に1個の種子がある。

## 分類
基本種のアメリカハエドクソウはアメリカ合衆国北東部に分布し、本種は日本、ネパール、インド、パキスタン西部に分布するが、本種を亜種扱いとするか同種とするかで議論がある。本種より大型のものをナガバハエドクソウ（P. leptostachya L. subsp. asiatica (H.Hara) Kitam. f. oblongifolia (Koidz.) Ohwi）と呼んで区別する場合がある。

## 和名の由来、成分
和名ハエドクソウは、蠅毒草の意で、この植物全体に有毒成分があり、根をすりおろしたり、煮詰めた汁でハエ取り紙をつくるのに使われていることに由来する。主な毒の成分はリグナンの一種フリマロリン（Phrymarolin）で、食べると嘔吐などを引き起こす。

## ギャラリー
- 茎の上部は枝分かれする。
- 花冠は唇形で、萼片の上唇の3歯は刺状になる。